# Liste der Monuments historiques in Grandham
Die Liste der Monuments historiques in Grandham führt die Monuments historiques in der französischen Gemeinde Grandham auf.

## Liste der Objekte
| Bezeichnung                            | Beschreibung                                                      | Standort                       | Kennzeichnung | Schutzstatus | Datum | Bild |
| -------------------------------------- | ----------------------------------------------------------------- | ------------------------------ | ------------- | ------------ | ----- | ---- |
| Sakristeischrank                       | Holz, 19. Jahrhundert                                             | in der Kirche St-Thomas (Lage) | PM08001024    | Inscrit      | 1977  |      |
| 13 Kirchenbänke                        | Eichenholz, 18. Jahrhundert                                       | in der Kirche St-Thomas (Lage) | PM08001025    | Inscrit      | 1977  |      |
| Relief Von Putten getragenes Medaillon | Holz, farbig gefasst, 18. Jahrhundert                             | in der Kirche St-Thomas (Lage) | PM08001023    | Inscrit      | 1977  |      |
| Kruzifix                               | Holz, 18. Jahrhundert                                             | in der Kirche St-Thomas (Lage) | PM08001021    | Inscrit      | 1977  |      |
| Tabernakel                             | Holz, vergoldet, 18. Jahrhundert                                  | in der Kirche St-Thomas (Lage) | PM08001022    | Inscrit      | 1977  |      |
| Gemälde Auferstehung Christi           | Ölfarbe auf Leinwand, 19. Jahrhundert; nach Charles André van Loo | in der Kirche St-Thomas (Lage) | PM08001026    | Inscrit      | 1977  |      |